# Devaluering
Devaluering er i økonomisk henseende det fænomen, at et land politisk/administrativt beslutter at sænke landets valutas kursværdi (pris) i forhold til andre valutaer. En devaluering kan således kun foretages af lande, der aktivt styrer deres valutakurser (dvs. fører fastkurspolitik).

## Devaluering og depreciering
Lande med flydende valutakurser, hvilket i dag omfatter de allerfleste vestlige lande med en selvstændig valuta (dog ikke Danmark), vil i sagens natur ind imellem opleve, at deres valuta falder i kurs i forhold til samhandelspartnernes valutaer; et sådant markedsbestemt kursfald er imidlertid ikke en devaluering, men omtales i stedet som en depreciering.

## Revaluering og appreciering
Det modsatte af en devaluering - altså en politisk fastsat stigning i valutakursen i forhold til omverdenen - kaldes en revaluering, mens en markedsbestemt stigning i et lands valutakurs omtales som en appreciering.

## Årsager til og konsekvenser af devalueringer
En devaluering var især tidligere brugt som et værktøj i den økonomiske politik. Den virker ved at gøre import dyrere og dermed skabe et fald i importen og omvendt gøre eksport billigere for udlandet. Begge dele forbedrer konkurrenceevnen og dermed nettoeksporten.
Valutanedskrivning kan derfor bruges til at forbedre et lands handelsbalance og betalingsbalance og samtidig stimulere beskæftigelsen. Dog vil en nedskrivning med efterfølgende højere importpriser typisk også medføre øget inflation. Denne vil efterhånden udhule konkurrenceevneforbedringen, så resultatet på længere sigt bliver en uændret beskæftigelse og konkurrenceevne, men et permanent højere inflationsniveau. Derfor er man i de fleste vestlige lande, herunder Danmark, gået væk fra at bruge devalueringsinstrumentet aktivt.

## Aktiv valutapolitik i Danmark
I Danmark blev devalueringer især brugt i den økonomiske politik som et aktivt instrument fra 1960'erne og frem til starten af 1980'erne, men allerede Kanslergadeforliget indeholdt en devaluering, der skulle styrke landbrugseksporten.